# Egesta
Egesta è un personaggio della mitologia greca.
Esistono varie leggende che ruotano attorno alla venuta di questa Troiana in Sicilia. Servio racconta che quando Laomedonte si rifiutò di pagare Apollo e Poseidone, poiché avevano costruito le mura di Troia, gli dei scagliarono sciagure contro il suo paese: Poseidone lo devastò con un mostro marino e Apollo con un'epidemia; quest'ultimo, interrogato, rivelò il rimedio contro il mostro di Poseidone. Egli disse che occorreva dare in pasto all'animale giovani nobili del paese. Così numerosi Troiani mandarono rapidamente i loro figli all'estero, e come tanti, Egesta venne affidata dal padre Ippote ad alcuni mercanti che la portarono in Sicilia. Qui Crimiso, un dio-fiume, la sposò e generò con lei Aceste, il fondatore della città di Segesta.
Secondo Licofrone, invece, Egesta fu figlia del Troiano Fenodamante, che aveva suggerito ai suoi compagni di dare in pasto al mostro la figlia di Laomedonte, Esione, che, per vendicarsi, diede ai marinai le tre figlie di Fenodamante, perché le esponessero alle belve in Sicilia. Le tre fanciulle sfuggirono il pericolo aiutate da Afrodite. Una di loro, Egesta, sposò Crimiso, con cui ebbe Egeste, il quale fondò tre città: Segesta, Erice ed Entella.
Un'altra tradizione racconta che Egesta, figlia di Ippostrato, ritornò dalla Sicilia a Troia, dove dal marito Capi aveva avuto il figlio Anchise.